# Erupción volcánica de La Palma de 1971
La erupción del volcán Teneguía fue una erupción volcánica ocurrida en 1971 en la isla de La Palma ―Canarias, España―. Se trata de una de las erupciones históricas más recientes ocurridas en el archipiélago canario, siendo hasta la de septiembre de 2021 la erupción no submarina más reciente de España.
La erupción, de tipo fisural y estromboliano, alcanzó un índice de explosividad volcánica de grado 2 y duró 24 días, desde el 26 de octubre hasta el 18 de noviembre siguiente.

## Localización
La erupción tuvo lugar en el vértice meridional de la isla, en el término municipal de Fuencaliente de La Palma a unos 350 m s. n. m. Esta zona forma parte del complejo volcánico o dorsal de Cumbre Vieja, que es la parte geológicamente más joven de la isla y que se encuentra estructurada en un eje eruptivo de dirección norte-sur.

## Desarrollo de la erupción
El 20 de octubre se iniciaron los temblores cuya intensidad fue en aumento, lo que alertó a los vecinos de Fuencaliente y las autoridades desplegaron las medidas de protección civil.
La erupción comenzó a las 16:25 hora local del 26 de octubre de 1971 y duró hasta el 18 de noviembre de ese año. Se calcula que el volcán arrojó a la superficie unos 40 millones de metros cúbicos de lava. Fue una erupción relativamente corta, siendo de hecho la más corta de las históricas de Canarias.

## Consecuencias
La erupción provocó dos fallecidos, aunque uno de ellos no ha sido reconocido oficialmente, y otros dos heridos leves. Todos ellos por inhalación de vapores tóxicos.
La valoración final de pérdidas fue de seis millones de pesetas, fundamentalmente en vías de comunicación, cultivos de vid y algunas viviendas.
Las coladas de lava cubrieron una superficie de 2.135.000 m², aunque no afectó a las zonas pobladas y la lava vertida al mar hizo ganar a la isla 290.000 m² de terreno. Asimismo, se formó una nueva playa, conocida como Playa Nueva o de Echentive.
El volcán se convirtió en un atractivo turístico, y numerosos vuelos chárter y frecuencias especiales fueron programados para cubrir la demanda de pasajes de los turistas que querían ver el volcán. También fue un foco importante de atención y estudio para los científicos de la época.